# Circuito de Silverstone
El Circuito de Silverstone es un autódromo localizado en Silverstone, condado de Northamptonshire, en Inglaterra, Reino Unido, a unos 20 km al sur de Northampton y 25 km al oeste de Milton Keynes. Parte del autódromo se halla en Northamptonshire y la restante en Buckinghamshire.
Es uno de los circuitos más prestigiosos de Europa, al haber albergado el Gran Premio de Gran Bretaña de Fórmula 1, los 1000 km de Silverstone del Campeonato Mundial de Resistencia, y el Gran Premio de Gran Bretaña de Motociclismo del Campeonato Mundial de Motociclismo, entre otras pruebas internacionales.
La finca era un aeródromo inactivo después de la Segunda Guerra Mundial, y las pistas de aterrizaje comenzaron a utilizarse para carreras en 1947. Las tres pistas de despegue, trazadas en el clásico formato triangular de la época, aún pueden apreciarse dentro del circuito.
El Gran Premio de Gran Bretaña se disputó en Silverstone desde 1948 hasta 1954. Luego rotó entre los circuitos de Silverstone, Aintree y Brands Hatch entre los años 1955 y 1986. La prueba se realiza permanentemente en Silverstone desde 1987. La edición 1950 fue el primer Gran Premio puntuable para el campeonato de Fórmula 1 de la historia.
En septiembre de 2004, el presidente del British Racing Drivers Club, Jackie Stewart, anunció que la carrera no sería incluida en el calendario provisional de la temporada 2005 de Fórmula 1, y aunque finalmente fuera corrida, la misma no se realizaría en Silverstone. No obstante, el 9 de diciembre del mismo año se alcanzó un acuerdo con Bernie Ecclestone, el dueño de Fórmula 1, según el cual el Gran Premio se continuaría realizando en Silverstone hasta 2009, donde el Gran Premio de Inglaterra se celebraría en Donington Park. Este cambio no se concretó, y la Fórmula 1 continúa visitando Silverstone.
El Gran Premio de Gran Bretaña de Motociclismo del Campeonato Mundial de Motociclismo se corrió allí entre 1977 y 1986, y luego a partir de 2010. Los 1000 km de Silverstone es una carrera tradicional de sport prototipos, que perteneció al Campeonato Mundial de Resistencia en las décadas de 1970 y 1980, la Le Mans Series en la década de 2000, y el Campeonato Mundial de Resistencia nuevamente a partir de 2010. El "Trofeo Internacional del BRDC" fue una fecha no puntuable de la Fórmula 1 desde 1949 hasta 1978, y luego se usó para designar la carrera en Silverstone de la Fórmula 2 y la Fórmula 3000.
Al ser uno de los principales circuitos del país, Silverstone ha recibido a campeonatos internacionales tales como el Campeonato Mundial de Turismos, el Campeonato Mundial de Motociclismo de Resistencia, el Campeonato Mundial de Superbikes, la GP2 Series, el Campeonato FIA GT y la World Series by Renault. Además, es sede habitual de los campeonatos británicos de Fórmula 3, turismos, gran turismos y de superbikes, entre otros.

## Trazado
El trazado original de Silverstone utilizaba las pistas de aterrizaje del antiguo aeródromo. A partir de 1949, la Fórmula 1 empezó a utilizar un trazado perimetral, con ocho curvas de alta velocidad. En 1975 se añadió una chicana en la curva Woodcote para Fórmula 1, que se salteaba en otras carreras.
El trazado se modificó nuevamente en 1987, al ampliarse la curva Woodcote y agregarse una chicane luego del puente. Dicha versión duró poco, ya que el aeródromo se remodeló por completo para 1991. La zona de Becketts se convirtió en unas eses, se agregó una chicane en Club, y antes de Woodcote se creó un sector mixto con varias curvas de baja velocidad, de modo que el circuito pasó a ser de velocidad media. En 1995 se le convirtió Abbey en una chicana, y en 2000 la curva Luffield pasó de ser doble a simple. Durante la década de 2000, el circuito de Fórmula 1 tenía 5.141 metros de longitud, y existían dos variantes más cortas, la Internacional de 3.619, y la Nacional de 2.638 metros.

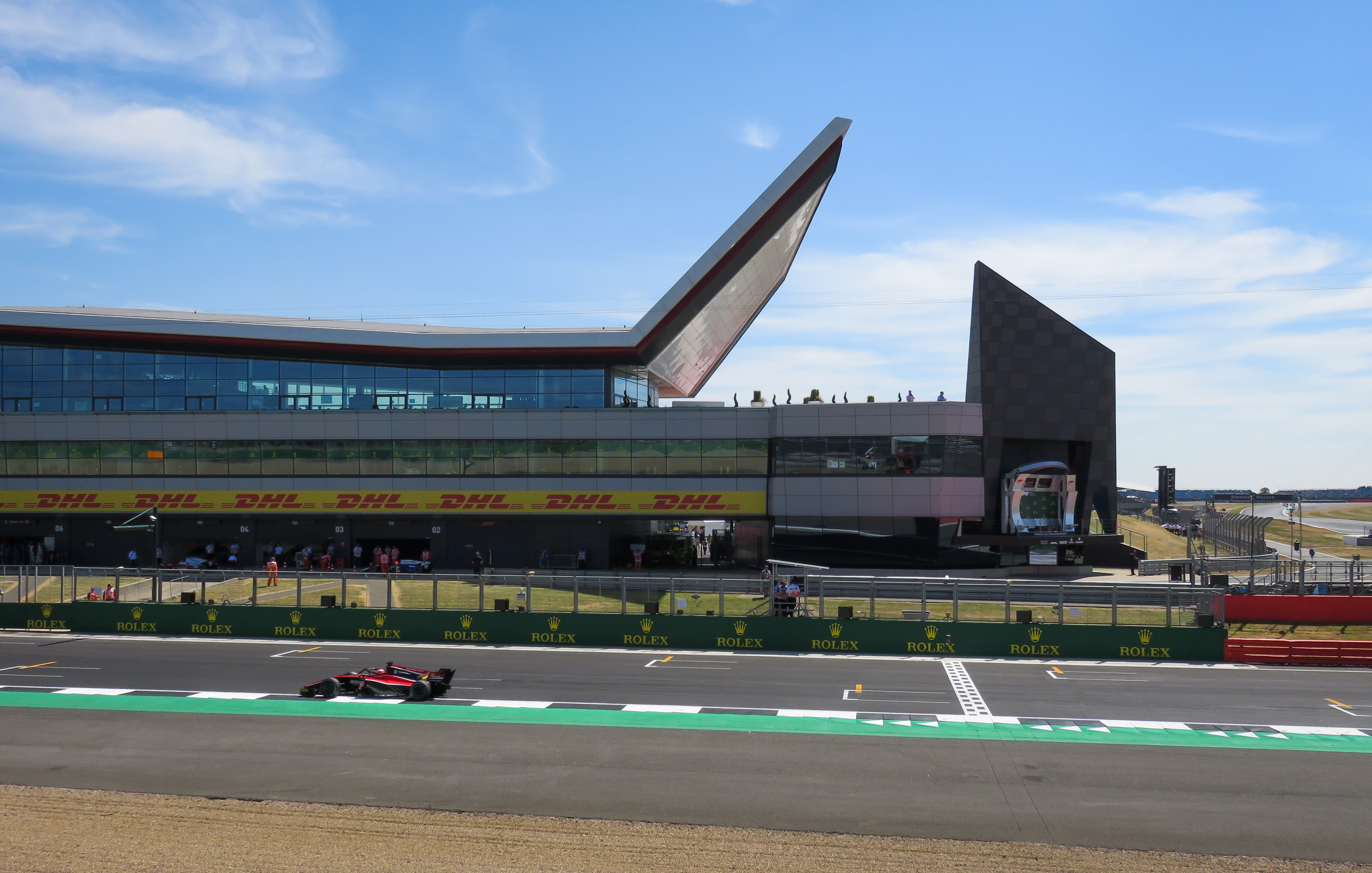
Edificio de boxes estrenado en 2011.

En el año 2010, el circuito se remodeló para recibir nuevamente el Campeonato Mundial de Motociclismo de Velocidad. Este nuevo trazado consiste en una nueva sección interior llamada Arena: Abbey se toma hacia la derecha, y las rectas del viejo trazado Internacional y el Nacional se conectan con la curva Arrowhead. También se realizaron modificaciones en las curvas Club y Chapel, de modo que la longitud pasó a 5.901 metros. Además, se adaptaron las escapatorias para cumplir los requisitos de seguridad de MotoGP, se acercaron las tribunas a la pista, y se demolieron las curvas de Bridge y Priory del viejo trazado principal. El nuevo trazado fue inaugurado el 29 de abril de 2010.
Más tarde se erigió un nuevo edificio de boxes en la recta entre Club y Abbey. Esta remodelación ha supuesto críticas, como por ejemplo que se está perdiendo la historia de este circuito.

## Mapas
|                        |
| Trazado general actual |

|                                |
| Circuito de Gran Premio (1948) |

|                                     |
| Circuito de Gran Premio (1975-1986) |

|                                     |
| Circuito de Gran Premio (2000-2009) |

|                                         |
| Circuito de Gran Premio (2010-presente) |

|                                    |
| Circuito Internacional (2000-2009) |

|                                   |
| Circuito Nacional (2000-presente) |

## Ganadores

### Campeonato de Fórmula 2 de la FIA
| Año  | Piloto                | Escudería           | Fecha       | Resultados |
| ---- | --------------------- | ------------------- | ----------- | ---------- |
| 2017 | Charles Leclerc       | PREMA Racing        | 15 de julio | Resultados |
| 2017 | Nicholas Latifi       | DAMS                | 16 de julio | Resultados |
| 2018 | Alexander Albon       | DAMS                | 7 de julio  | Resultados |
| 2018 | Maximilian Günther    | BWT Arden           | 8 de julio  | Resultados |
| 2019 | Luca Ghiotto          | UNI-Virtuosi Racing | 13 de julio | Resultados |
| 2019 | Jack Aitken           | Campos Racing       | 14 de julio | Resultados |
| 2020 | Nikita Mazepin        | Hitech Grand Prix   | 1 de agosto | Resultados |
| 2020 | Dan Ticktum           | DAMS                | 2 de agosto | Resultados |
| 2020 | Callum Ilott          | UNI-Virtuosi Racing | 8 de agosto | Resultados |
| 2020 | Yuki Tsunoda          | Carlin              | 9 de agosto | Resultados |
| 2021 | Robert Shwartzman     | PREMA Racing        | 17 de julio | Resultados |
| 2021 | Richard Verschoor     | MP Motorsport       | 17 de julio | Resultados |
| 2021 | Guanyu Zhou           | UNI-Virtuosi Racing | 18 de julio | Resultados |
| 2022 | Jack Doohan           | Virtuosi Racing     | 2 de julio  | Resultados |
| 2022 | Logan Sargeant        | Carlin              | 3 de julio  | Resultados |
| 2023 | Frederik Vesti        | PREMA Racing        | 8 de julio  | Resultados |
| 2023 | Victor Martins        | ART Grand Prix      | 9 de julio  | Resultados |
| 2024 | Andrea Kimi Antonelli | PREMA Racing        | 6 de julio  | Resultados |
| 2024 | Isack Hadjar          | Campos Racing       | 7 de julio  | Resultados |
| 2025 | Leonardo Fornaroli    | Invicta Racing      | 5 de julio  | Resultados |
| 2025 | Jak Crawford          | DAMS Lucas Oil      | 6 de julio  | Resultados |

### Campeonato de Fórmula 3 de la FIA
| Año  | Piloto                   | Escudería         | Fecha       | Resultados |
| ---- | ------------------------ | ----------------- | ----------- | ---------- |
| 2019 | Jüri Vips                | Hitech Grand Prix | 13 de julio | Resultados |
| 2019 | Leonardo Pulcini         | Hitech Grand Prix | 14 de julio | Resultados |
| 2020 | Liam Lawson              | Hitech Grand Prix | 1 de agosto | Resultados |
| 2020 | David Beckmann           | Trident           | 2 de agosto | Resultados |
| 2020 | Logan Sargeant           | Prema Racing      | 8 de agosto | Resultados |
| 2020 | Bent Viscaal             | MP Motorsport     | 9 de agosto | Resultados |
| 2022 | Isack Hadjar             | Hitech Grand Prix | 2 de julio  | Resultados |
| 2022 | Arthur Leclerc           | Prema Racing      | 3 de julio  | Resultados |
| 2023 | Franco Colapinto         | MP Motorsport     | 8 de julio  | Resultados |
| 2023 | Oliver Goethe            | Trident           | 9 de julio  | Resultados |
| 2024 | Arvid Lindblad           | Prema Racing      | 6 de julio  | Resultados |
| 2024 | Arvid Lindblad           | Prema Racing      | 7 de julio  | Resultados |
| 2025 | Tasanapol Inthraphuvasak | Campos Racing     | 5 de julio  | Resultados |
| 2025 | Mari Boya                | Campos Racing     | 6 de julio  | Resultados |

### Fórmula 1 Británica
| Año  | Piloto            | Escudería           | Fecha        | Resultados |
| ---- | ----------------- | ------------------- | ------------ | ---------- |
| 1979 | Rupert Keegan     | C. W. Clowes Racing | 7 de octubre | Resultados |
| 1980 | Eliseo Salazar    | RAM Racing          | 20 de abril  | Resultados |
| 1980 | Emilio de Villota | RAM Racing          | 5 de octubre | Resultados |